# 南方古顎類
南方古顎類（學名：Notopalaeognathae）是古顎下綱的一個演化支，包含了美洲鴕鳥目、新平胸類（包括鷸鴕與鴯鶓）、䳍形目和已滅絕的恐鳥目，南方古顎類下各演化支間的親緣關係一直到近年才確立，其中䳍與恐鳥為近親、鷸鴕則與鴯鶓及鶴鴕親緣關係較近，此外曾棲息於馬達加斯加，如今已經滅絕的象鳥同樣也是鷸鴕的近親。美洲鴕鳥被認為是南方古顎類的基群或是新平胸類的姊妹群。南方古顎類與鴕鳥目為姊妹群。